# Lâu đài Kežmarok
Lâu đài Kežmarok (tiếng Slovakia: Kežmarský zámok) là một lâu đài tọa lạc ở thị trấn Kežmarok, vùng Prešov, Slovakia. Lâu đài Kežmarok hiện đang được sử dụng làm trụ sở cho Bảo tàng ở Kežmarok.

## Lịch sử
Lâu đài Kežmarok được nhắc đến lần đầu tiên trong một văn bản có niên đại vào năm 1447. Lâu đài được xây dựng vào năm 1462 trên địa điểm trước đó từng tồn tại một tu viện với nhà thờ Thánh Elizabeth (có từ thế kỷ 13). Ban đầu, lâu đài được xây dựng theo phong cách kiến trúc Gothic. Lâu đài thuộc sở hữu của gia đình Thököly trong nhiều năm. Sau đó, lâu đài lần lượt trở thành tài sản của gia đình Lasky và gia đình Rueber. Gia đình Rueber sở hữu lâu đài cho đến năm 1610 thì bán lại cho Štefan Thököly vào ngày 25 tháng 5. Lâu đài trở thành tài sản của thị trấn Kežmarok vào năm 1702 và bị thiêu rụi vào năm 1787. Lâu đài Kežmarok đã được phục hồi lại vào đầu thế kỷ 20.

## Kiến trúc
Trong sân lâu đài vẫn còn lưu giữ nền móng của một nhà thờ Công giáo La Mã cuối thế kỷ 13. Vào thế kỷ 15, các yếu tố kiến trúc Gothic ở một số khu vực bên trong lâu đài đã được tu sửa lại theo phong cách Phục hưng, Baroque và Cổ điển. Một di tích có giá trị khác nằm bên trong lâu đài là nhà nguyện được xây theo phong cách Baroque thời kỳ đầu.